# Adolfo Guido Lavalle
Adolfo Guido Lavalle Fonseca (Concordia, 9 ottobre 1912 – Buenos Aires, 18 novembre 1982) è stato uno schermidore argentino.

## Biografia
Ha partecipato ai Giochi della XIV Olimpiade di Londra nel 1948.

## Palmarès
In carriera ha conseguito i seguenti risultati:
- Giochi panamericani:

Buenos Aires 1951: oro nella spada a squadre.